# Barbara Sobiś-Rabijewska
Barbara Sobiś-Rabijewska  (ur. 9 sierpnia 1930 w Kaliszu, zm. 4 października 2002 we Wrocławiu) – polska matematyczka.

## Życiorys
Urodzona 9 sierpnia 1930 r. w Kaliszu, przed II wojną światową mieszkała w Poznaniu, a w 1946 r. zamieszkała na Dolnym Śląsku. Szkołę średnią ukończyła w Żarach i przez rok pracowała w Zjednoczeniu Przemysłu Węgla Brunatnego we Wrocławiu. Od 1951 do 1955 r. studiowała matematykę na Uniwersytecie Wrocławskim i po uzyskaniu dyplomu podjęła pracę w X Liceum Ogólnokształcącym we Wrocławiu, w którym pozostała do 1963 r., gdy została przeniesiona do I Studium Nauczycielskiego we Wrocławiu. Jednocześnie prowadziła wykłady z metodyki nauczania matematyki na Uniwersytecie Wrocławskim.
Stopień doktora uzyskała w 1968 r. w zakresie pedagogiki na Wyższej Szkole Pedagogicznej w Opolu i od 1969 roku pracowała jako adiunkt w Instytucie Matematycznym Uniwersytetu Wrocławskiego, w Zakładzie Logiki Matematycznej i Metodyki Nauczania Matematyki przekształconym później w Zakład Dydaktyki Matematyki. Od 1974 roku do przejścia na emeryturę w 2000 roku była kierownikiem tego zakładu.
Habilitowała się w 1978 r. w zakresie dydaktyki matematyki na Uniwersytecie Wrocławskim, w 1985 r. została docentem, a w 1991 roku otrzymała nominację profesorską. Promotor jednej pracy doktorskiej. Oprócz pracy zawodowej udzielała się społecznie, będąc instruktorką harcerską. 
Zmarła 4 października 2002 r. we Wrocławiu i została pochowana na Cmentarzu Osobowickim we Wrocławiu.
Odznaczenia:
- Krzyż Kawalerski Orderu Odrodzenia Polski[1]
- Medal Komisji Edukacji Narodowej[1]